# Всеобщая конфедерация труда Гваделупы
Всеобщая конфедерация труда Гваделупы (ВКТГ, фр. Confédération générale du travail de Guadeloupe, CGTG) — профсоюзный центр на Гваделупе. ВКТГ была основана в 1962 году, когда Гваделупская федерация французской Всеобщей конфедерации труда стала самостоятельным профцентром. ВКТГ особенно сильна среди работников банановых плантаций и в районе Бас-Тера. Одно из крупнейших профсоюзных объединений на острове, ныне уступающее Всеобщему союзу трудящихся Гваделупы (Union générale des travailleurs de Guadeloupe, UGTG)
Исторически ВКТГ связана с Гваделупской коммунистической партией (ГКП). С 1965 года ВКТГ издаёт свой орган «Рабочая трибуна» (Tribune Ouvrière).

## В XXI веке
В 2000 году съезд компартии принял новую линию действий, призвав к уличным протестам, забастовкам и гражданскому неповиновению, чтобы давлением на французское государство добиться для Гваделупы нового статуса с расширением автономии. Съезд ГКП также заявил, что партия будет поддерживать профсоюзную борьбу, даже если не будет руководить ею напрямую. Эти изменения открыли возможность более тесного сотрудничества между ВКТГ и профсоюзным центром Всеобщий союз трудящихся Гваделупы (UGTG), требующим полной независимости для острова.
В январе 2002 года генеральным секретарём ВКТГ на заседании Исполнительного комитета конфедерации был избран член троцкистской группы «Рабочая борьба» (Combat Ouvrier, местное ответвление французской партии Lutte Ouvrière на Гваделупе и Мартинике) Жан-Мари Номертен. В результате сделки между активистами Компартии и «Рабочей борьбы» Номертен, ранее занимавший пост генерального секретаря профоюза банановой отрасли ВКТГ (CGTG-Banane), сменил члена ГКП Клода Морвана, бывшего генсеком ВКТГ в 1975—2002 годах.
По состоянию на 2003 год в CGTG насчитывалось 5000 членов. На выборах 2002 года в Объединённый промышленный трибунал Гваделупы ВКТГ заняла второе место с 15 местами из 48. В голосовании приняли участие 28 % работников. В 2008 году ВКТГ получила 14 мест.
В декабре 2008 года ВКТГ вместе с другими профсоюзными центрами, политическими партиями и общественными движениями — всего порядка 50 групп, объединившихся в Liyannaj Kont Pwofitasyon, — приняла участие в организации всеобщей забастовки в Гваделупе. Требования бастующих включала снижение цен на топливо и повышение заработной платы. Стачка переросла в массовые беспорядки на Мартинике и Гваделупе в 2009 году.

## Профсоюзы, входящие во ВКТГ
- Профсоюз работников банановых плантаций — CGTG-Banane, генеральный секретарь Пьеро Берансье[13].
- Профсоюз учителей — Syndicat de l’Enseignement Public — Confédération Général du Travail de la Guadeloupe (SEP-CGTG), генеральный секретарь Од Жиронден[14].
- Профсоюз строителей — Fédération des Travailleurs de la Construction CGTG, член Международной профсоюзной организации по строительству, лесоматериалам, строительным материалам и промышленности (UITBB) Всемирной федерации профсоюзов[15].
- Профсоюз работников здравоохранения — CGTG-Santé[16].
- В банковском секторе — Fédération CGTG des Organismes Financiers, продолжение Union Syndicale des Employés de Banques et Cadres CGTG[17].